# Хаттусілі III

Володіння хеттів часів Хаттусілі III (позначено зеленим коліром)

Хаттусілі III — цар Хеттського царства, правив приблизно 1275—1250 (або до 1239) до н. е. Син Мурсілі II, молодший брат Муваталлі II.

## Сходження на престол
У Богазкейскому архіві збереглося складений його життєпис, в якому він виклав свій життєвий шлях від немічного хлопчика — «конюшого» (придворний титул) до царя. Будучи правителем Верхньої Країни, Пала, туманів і ряду інших областей, Хаттусілі, в той час як його царствуючий брат перебував у Таттассі, став фактично необмеженим паном в північно-західних районах хеттської імперії. Найбільш важливим його досягненням в той час було те, що він відвоював у каска священне місто Нерік, де і значився жерцем. Частину замирених ним каска він згуртував навколо себе і між іншим виступав на чолі їх в битві при Кадеші. Його резиденцією було місто Хакміс, куди був засланий опальний цар Амурру Вендішена. Справедливо вважаючи, що той йому згодом стане в пригоді, Хаттусілі обласкав Вендішену і навіть одружив свого сина Неріккаілі на дочці Вендішени, а свою дочку Гассуліявію віддав у дружини самому Вендішені. Згодом, ставши царем, Хаттусілі повернув його на трон Амурру. Муваталлі II деякий час побоювався Хаттусілі, але той зумів виправдатися. Свої честолюбні задуми він висловив лише за його сина Урхі-Тешшубе. Спираючись на вірні йому племена каска, Хаттусілі підняв проти Урхі-Тешшуба повстання, скинув його з престолу і вислав на заслання в Нухашші.

## Хетське царство нарощує свою міць

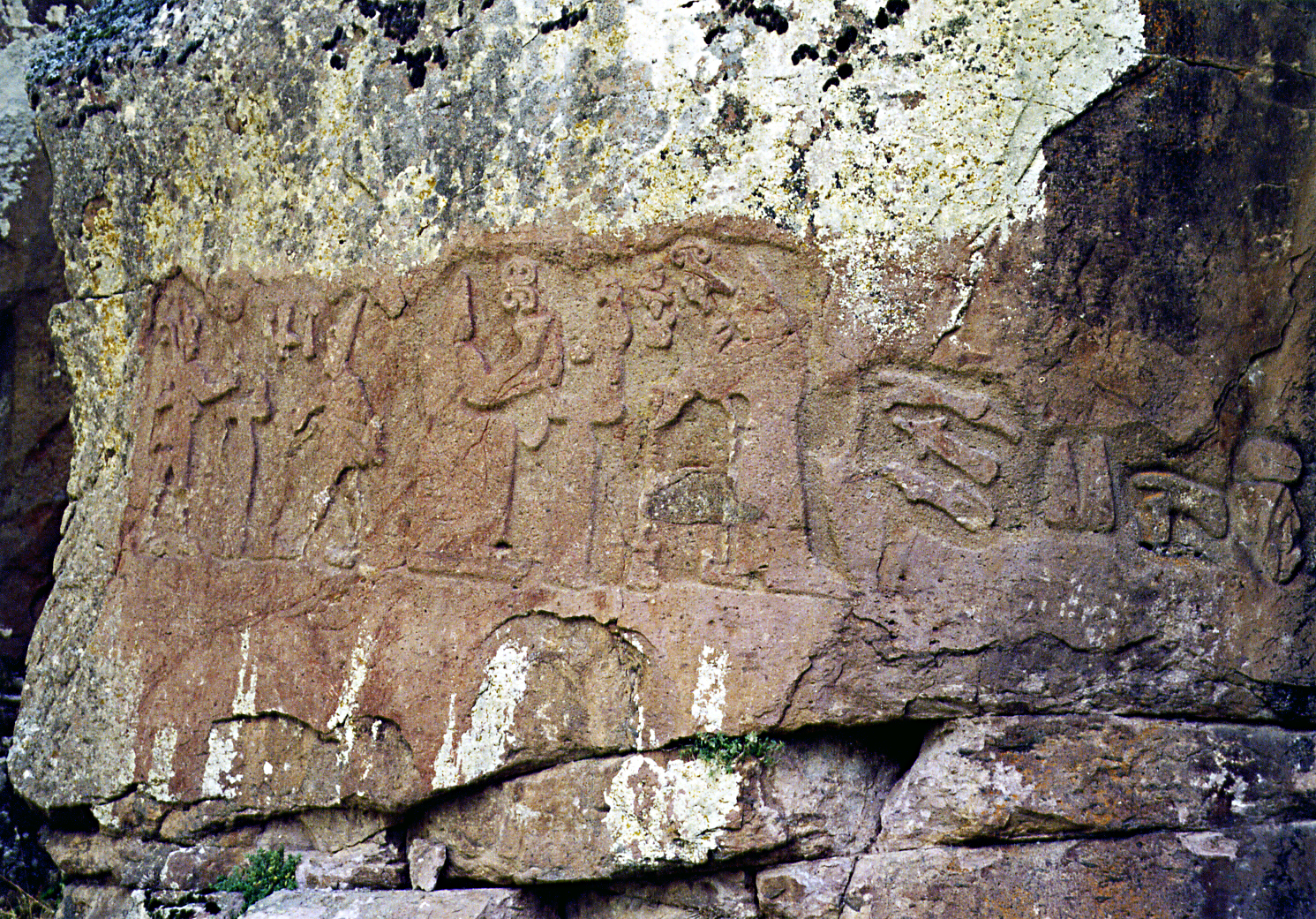
Хаттусілі з богом погоди (ліворуч), Пудо-Хеба з богинею сонця. Кам'яний рельєф в Фірактіні

При Хаттусілі була відновлена міць Хетського царства. Він знову повернув столицю в Хаттусу, яка була, мабуть, повністю розорена племенами Каска, коли його брат Муваталлі II знаходився на півдні. Місто було заново відбудовано, архіви переписані. На початку царювання у Хаттусілі виникли тертя з Єгиптом, і союзник хетів цар Вавилона Кадашман-Тургу обіцяв Хаттусілі навіть військову допомогу в разі війни. Після смерті Кадашман-Тургу (бл. 1274 р. до н. е.) відносини з Вавилоном тимчасово погіршилися, так як там при малолітньому синові Кадашман-Тургу Кадашман-Енліль II всю реальну владу захопив його візир Іти-Мардук-балату, налаштований проти союзу з хеттами. Є лист Хаттусілі до молодого Кадашман-Елліля в якому він скаржиться, що з моменту сходження на престол той перестав посилати своїх послів в Хетське царство. Мабуть, до цього доклав руку і вигнаний Урхі-Тешшуб, тому що в одному тексті говориться, що за час перебування в Нухашші Урхі-Тешшуб завів інтригу з Вавилоном. Але згодом відносини хеттів з Вавилоном налагодилися.

## Відносини з Ассирією
Найбільшу небезпеку для Хетського царства в цей час представляла Ассирія. Асирійський цар Салманасар I заглибився в області Вірменського нагір'я, погрожуючи хеттским володінь з боку Верхнєєвфратскої долини. Хаттусілі намагався підтримати мітаннійского царя Шаттуару II в його боротьбі проти Ассирії. Повний розгром Митанні Салманасаром і його просування до Каркемиша прискорили укладення мирного договору між хетами і єгиптянами (бл. 1270 до н. е.), а також відновлення союзу хетів з Вавилоном. За порадою Хаттусілі Кадашман-Елліль II навіть вторгся в Асирії, але зазнав поразки.

## Політичні шлюби з єгипетським фараоном
Через 13 років (бл. 1257 до н. е.) мирний договір з Єгиптом був скріплений шлюбом старшої дочки Хаттусілі (від дружини Пудухеби) з фараоном Рамзесом II. Пізніше ще одна хетська царівна була послана в гарем старому фараону з багатющими дарами: табунами коней і стадами худоби з військової здобичі, захопленої у племен каска, в Арцаві та інших місцях.

## Положення на заході країни
Невеликий фрагмент — все, що збереглося від анналів Хаттусілі, — говорить про те, що на заході країни становище було не таким благополучним. Ймовірно, довелося зробити якісь військові операції проти старого ворога — царства Арцава. Також Хаттусілі воював з країною Лукка, а «Країна Річки сеха», по всій видимості, весь цей час залишалася під владою хеттів. Під кінець царювання Хаттусілі цар Аххіяви особисто вступив, можливо, з ворожими намірами, на територію одного хеттського васального царства. На жаль, подробиці всіх цих подій нам невідомі.
Хаттусілі був одружений з дочкою жреця в столиці Кіццувадни хурриткою Пудо-Хеба. Правив близько 25 років.